# Peter Thellusson

Wappen der Familie de Thellusson

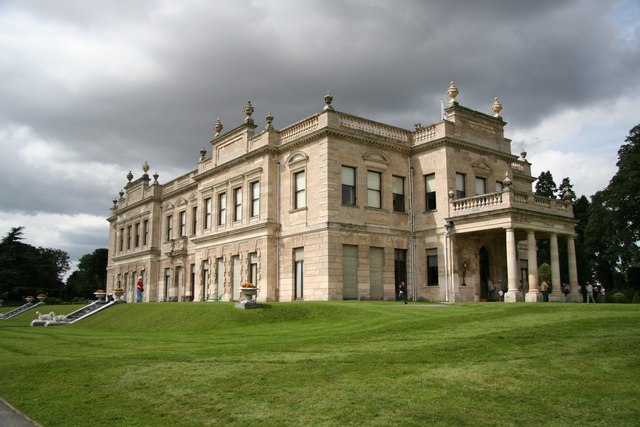
Brodsworth Hall

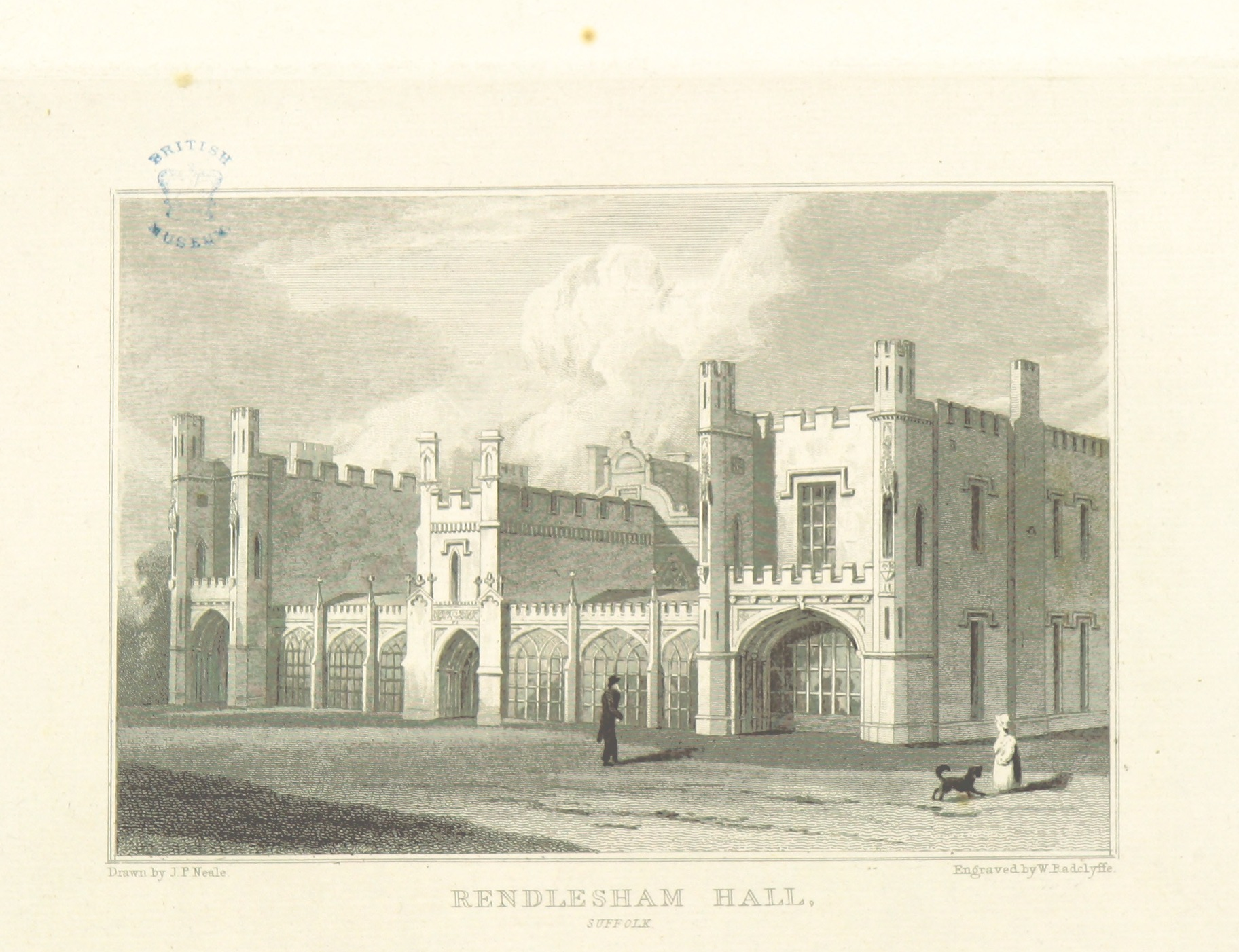
Rendlesham Hall, 1818

Peter (Pierre de) Thellusson (* 27. Juni 1735 oder 1737 in Paris, Frankreich; † 21. Juli 1797 in Plaistow (West Sussex)) war ein französisch-britischer Bankier mit Genfer Wurzeln.

## Leben
Peter Thellusson war der dritte Sohn des hugenottischen Bankiers Isaac de Thellusson (1690–1755) und seiner Ehefrau Sara Le Boullenger (1700–1769).
1760 wanderte Peter Thellusson nach Großbritannien aus und wurde 1762 in Großbritannien eingebürgert. Mit der Unterstützung seines älteren Bruders Georges-Tobie de Thellusson (1728–1776) und seinem Schwager Pierre Naville (1714–1790, Ehemann von Peter Thellussons Schwester Anna Sara de Thellusson, 1724–1749), gründete Peter Thellusson in London eine Merchant Bank. Diese vertrat sowohl die Pariser Bank seines Bruders als auch andere führende Banken aus Paris, Genf und Amsterdam (z. B. Vandenyver & Cie) in Großbritannien. Außerdem war Peter Thellusson Direktor der Bank of England.
Thellusson importierte auch Waren aus der Karibik nach Großbritannien, insbesondere Tabak und Zucker. Ferner besaß er Zuckerraffinerien und vergab Kredite und Versicherungen an Besitzer von Sklavenschiffen und karibischen Sklavenplantagen. Nachdem einige der Kreditnehmer zahlungsunfähig geworden waren, gingen Anteile an verschiedenen Plantagen in Thellussons Besitz über. Der britische Zweig der Familie Thellusson besaß bis 1820 auf Grenada und Montserrat Plantagen mit Sklaven.
1777 beauftragte Peter Thellusson dem englischen Architekten Thomas Leverton (ca. 1743–1824), in Bromley (Kent) ein großes Herrenhaus zu errichten. „Plaistow Lodge“ genannt, wurde es bis an sein Lebensende zum Hauptwohnsitz von Thellusson. Seit 1896 ist in dem Gebäude die „Parish Church of England Primary School“ untergebracht. 1790 kaufte Thellusson „Brodsworth Hall“ in South Yorkshire mit 4.000 Acre Land. Das Anwesen ist seit 1988 im Besitz von English Heritage. 1796 erwarb Thellusson „Rendlesham Hall“ für seinen ältesten Sohn, Peter Isaac Thellusson, den künftigen „1. Baron Rendlesham“.

## Thellusson Act
Peter Thellusson machte 1796 ein ungewöhnliches Testament. Er vermachte seiner Frau und seinen Kindern im Falle seines Todes direkt £100.000. Der Rest seines Vermögens, das zwischen £600.000 und £800.000 geschätzt wurde, sollte aber in eine Treuhandgesellschaft übergehen und anfallende Gewinne dort thesauriert werden. Erst nach dem Tod seiner Kinder und Enkel, sollte dieses Treuhandvermögen an die männlichen Nachkommen seiner drei Söhne zu gleichen Teilen ausgeschüttet werden. Sollte es keine entsprechenden Nachkommen geben, so verfügt Thellusson weiter, dann sei das Vermögen zur Tilgung ausstehender britischer Staatsschulden zu verwenden.
Nach Peter Thellussons Tod 1797 klagten die Erben wiederholt erfolglos gegen diese Verfügung. Als Resultat dieser Auseinandersetzungen erließ das britische Parlament 1800 ein Gesetz, der s. g. „Thellusson Act“, der solche Testamente zukünftig verhindern sollte.

## Familie
Peter Thellusson heiratete am 6. Januar 1761 Ann Woodford (1739–1805), die Tochter von Matthew Woodford und die Schwester von Sir Ralph Woodford. Sie hatten sechs Kinder:
- Peter Isaac Thellusson, 1. Baron Rendlesham (1761–1808), verheiratet mit Elizabeth Eleanor Cornwall;
- George Woodford Thellusson (1764–1811), verheiratet mit Mary Anne Fonnereau;
- Maria Thellusson (1766–1834), verheiratet mit Hon. Augustus Phipps (1762–1826);
- Augusta Charlotte Thellusson (1768–1844), verheiratet mit Thomas Champion de Crespigny. Nach dessen Tod heiratete sie Sir Joseph Whatley;
- Charles Thellusson (1770–1815), verheiratet mit Sabine Robarts;
- Anne Thellusson (1774–1849), verheiratet mit Vice-admiral William Lukin.